# Aubrieta anamasica
Aubrieta anamasica là một loài thực vật có hoa trong họ Cải. Loài này được Pe?men & Güner mô tả khoa học đầu tiên năm 1978.